# 2016年ミス香港選挙
2016年ミス香港選挙（2016ねんミスホンコンせんきょ、英語: Miss Hong Kong 2016）は2016年に行われた、香港のテレビ局である無綫電視による、ミス香港を選出するための選挙。その決勝戦は2016年9月11日に将軍澳のテレビシティで開催された。

## 順位
- グランプリ：馮盈盈（Crystal Fung／クリスタル・フォン）
- 2位：劉穎鏇（Tiffany Lau）
- 3位：陳雅思（Bonnie Chan）
- 4位：蘇韻姿（Andrea So）